# Strophaeus kochi
Espèce
Synonymes
- Idiops kochii O. Pickard-Cambridge, 1870

Strophaeus kochi est une espèce d'araignées mygalomorphes de la famille des Barychelidae.

## Distribution
Cette espèce est endémique du Pérou.

## Publication originale
- O. Pickard-Cambridge, 1870 :  Monograph of the genus Idiops, including descriptions of several species new to science. Proceedings of the Zoological Society of London, vol. 1870, p. 101-108 (texte intégral).